# 福岡県道739号豊田北野線
福岡県道739号豊田北野線（ふくおかけんどう739ごう とよたきたのせん）は、福岡県久留米市を通る一般県道である。

## 概要
久留米市山本町豊田から久留米市北野町今山に至る。
神代橋で福岡県道53号久留米筑紫野線と重複し、神代橋を渡った後は福岡県道53号久留米筑紫野線の東側を併走し、終点でふたたび福岡県道53号久留米筑紫野線に合流する。福岡県道53号久留米筑紫野線の西側を通る県道が福岡県道738号二森石崎線である。

### 路線データ
- 起点：福岡県久留米市山本町豊田（福岡県道151号浮羽草野久留米線交点）
- 終点：福岡県久留米市北野町今山（上今山交差点、福岡県道53号久留米筑紫野線交点、福岡県道741号中川北野線終点）

## 路線状況

### 重複区間
- 福岡県道53号久留米筑紫野線（久留米市山川神代2丁目・神代橋南交差点 - 久留米市北野町石崎・神代橋北交差点）

### 道路施設

#### 橋梁
- 神代橋（筑後川、久留米市、福岡県道53号久留米筑紫野線重複区間内）
- 新近橋（陣屋川、久留米市）

## 地理

### 通過する自治体
- 久留米市

### 交差する道路
| 交差する道路                                       | 交差する場所  | 交差する場所        |
| -------------------------------------------------- | ------------- | ------------------- |
| 福岡県道151号浮羽草野久留米線                      | 山本町豊田    | 起点                |
| 国道210号                                          | 善導寺町木塚  |                     |
| 福岡県道53号久留米筑紫野線 重複区間起点            | 山川神代2丁目 | 神代橋南交差点      |
| 福岡県道53号久留米筑紫野線 重複区間終点            | 北野町石崎    | 神代橋交差点        |
| 福岡県道53号久留米筑紫野線 福岡県道741号中川北野線 | 北野町今山    | 上今山交差点 / 終点 |

### 交差する鉄道
- 久大本線

### 沿線
- 筑後川
- 西鉄甘木線 北野駅